# Pierre, el vitricida
«Pierre, el vitricida» es una canción del grupo musical argentino Patricio Rey y sus Redonditos de Ricota, incluida en su primer álbum de estudio titulado Gulp! de 1985.
Fue compuesta por Carlos Alberto Solari en el momento en que el grupo abandonaba la escena under y se preparaba para editar su primer álbum, es la canción más corta editada en el primer álbum de Patricio Rey y sus Redonditos de Ricota.

## Interpretación
Indio Solari ha dicho en entrevistas que la canción trata de una anécdota que ocurrió en un concierto en el que empezó a haber una fuga de agua y un productor que estaba ahí dijo que el grupo musical tenía que dejar de tocar, nadie lo escuchó y decidieron echarlo después de que insistiera demasiado, al salir golpeó la puerta con tanta fuerza que rompió el vidrio y se vio obligado a pagarlo.

Es una anécdota, aunque Pierre asegura que el no rompió ningún vidrio. Más que nada, el gordo Pierre (Bayona) es uno de los personajes del rock argentino que merecía estar en un twist. Es un productor que ha estado desde los comienzos del rock y aún sigue riendo y tosiendo. Se ha ganado un espacio y de tanto en tanto, la gente sospecha que rompe algún vidrio.
Indio Solari, 1989 "¡Gulp!", en canta Rock, vol. 3, Nº 44